# Kathedrale von Jolo
Die Kathedrale von Jolo (englisch: Our Lady of Mount Carmel Cathedral, spanisch: Catedral de Nuestra Señora del Carmen) ist eine römisch-katholische Kathedrale in Jolo und Sitz des Apostolischen Vikariats Jolo.
Das 1864 erbaute Kirchengebäude ist unter der Anrufung Unserer Lieben Frau vom Berge Karmel der Gottesmutter Maria geweiht. Die Kathedrale befindet sich auf Jolo, einer Vulkaninsel in der philippinischen Provinz Sulu. Apostolischer Vikar war bis 2018 Angelito R. Lampon, Titularbischof von Valliposita.

## Anschläge

### 2010
Am 10. Januar 2010 explodierte eine Granate vor der Kathedrale und zerstörte die Fenster. Die Explosion ereignete sich eine Stunde vor der geplanten Messe. Es gab keine Verletzten.

### 2019

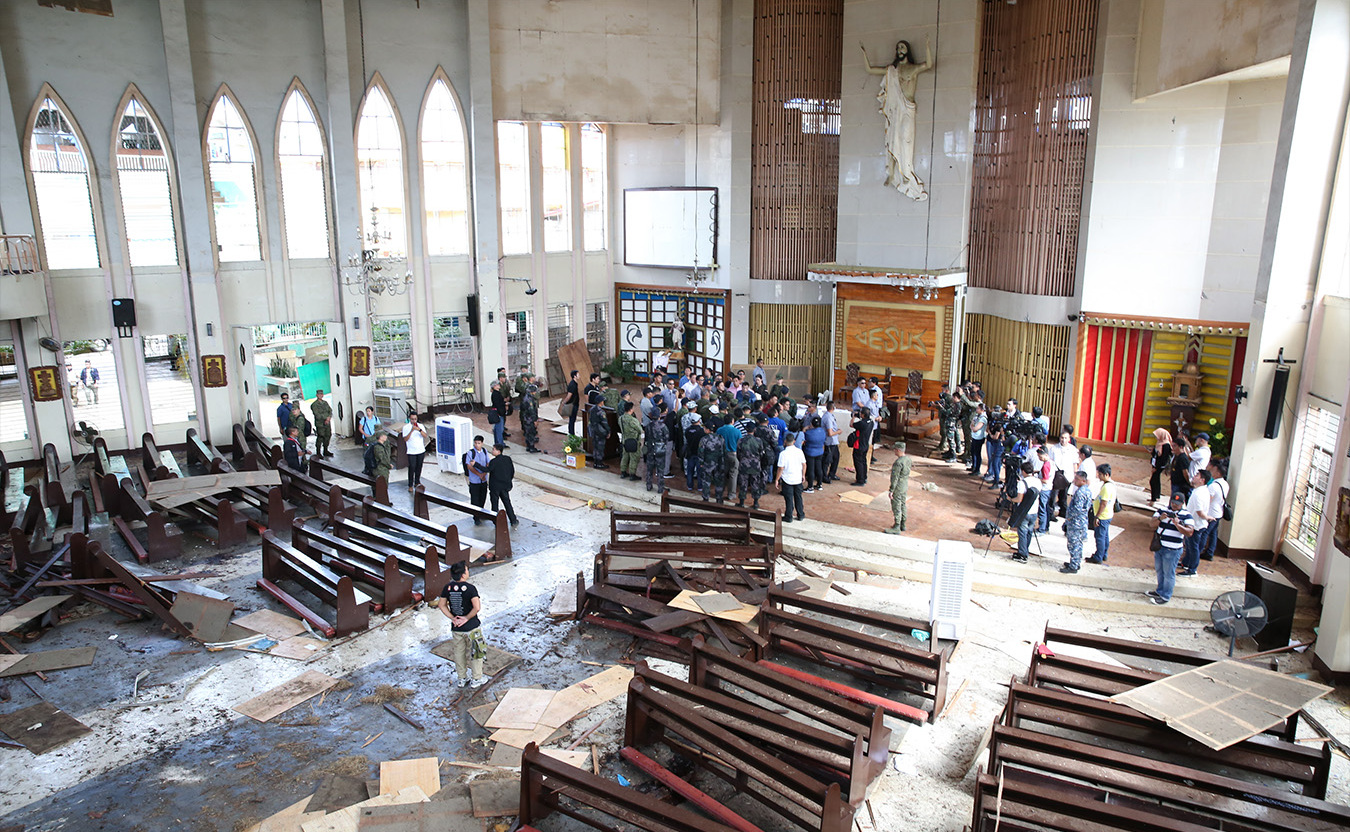
Innenraum nach dem Anschlag 2019

Am 27. Januar 2019 gab es einen Bombenanschlag auf die Kathedrale während einer Messe. Dabei wurden mindestens 20 Menschen getötet und über 100 verletzt.